# Bagno Chlebowo
Bagno Chlebowo este o arie protejată (sit de importanță comunitară — SCI) din Polonia întinsă pe o suprafață de 465,31 ha, integral pe uscat.

## Localizare
Centrul sitului Bagno Chlebowo este situat la coordonatele 52°44′12″N 16°44′55″E / 52.7367°N 16.7487°E.

## Înființare
Situl Bagno Chlebowo a fost declarat sit de importanță comunitară în august 2007 pentru a proteja 1 specie de plante și 2 specii de animale.

## Biodiversitate
Situată în ecoregiunea continentală, aria protejată conține 10 habitate naturale: Mlaștini oligotrofe degradate, capabile încă de regenerare naturală, Mlaștini turboase de tranziție și turbării mișcătoare, Depresiuni pe substraturi de turbă de Rhynchosporion, Mlaștini împădurite, Vegetație psamofilă uscată cu pășuni deschise de Corynephorus și Agrostis, Râuri cu maluri nămoloase cu vegetație de Chenopodion rubri p.p. și Bidention p.p., Pajiști uscate europene, Pajiști cu Molinia pe soluri calcaroase, turboase sau argilos-nămoloase (Molinion caeruleae), Fânețe de joasă altitudine (Alopecurus pratensis, Sanguisorba officinalis), Turbării active.
La baza desemnării sitului se află mai multe specii protejate:
- plante (1): Thesium ebracteatum
- mamifere (1): castor (Castor fiber)
- nevertebrate (1): libelule (Leucorrhinia pectoralis)